# Кірхбах-ін Штаєрмарк
Кірхбах-ін Штаєрмарк (нім. Kirchbach-Zerlach) — ярмаркова комуна –2014 (нім. Marktgemeinde)  в Австрії, у федеральній землі Штирія.
Входить до складу округу Зюдостштайєрмарк. Населення становить 1,555 осіб (станом на 31 грудня 2013 року). Займає площу 15 км². Кірхбах розташований приблизно за 25 км на південний схід від Граца і приблизно 17 км на захід від районного центру Фельдбах у Східній Штирії.
Засновник, дата заснування Кірхбаху та причина цих подій невідомі, але за кілька століть до першої згадки у 1240 році на цьому місці жили слов'яни. У 1240 Chirchpach вперше згадується в документі.